# Calodesma dilutana
Calodesma dilutana là một loài bướm đêm thuộc phân họ Arctiinae, họ Erebidae.